# Elezioni locali in Corea del Nord del 1956
Nel 1956 in Corea del Nord si tennero due elezioni locali.
Le elezioni delle assemblee popolari delle città, delle frazioni, dei villaggi e dei distretti operai si tennero il 20 novembre, e videro l'elezione di 54 279 deputati.
Le elezioni delle assemblee popolari provinciali, cittadine, di contea e di distretto si tennero il 27 novembre e videro l'elezione di 1 009 deputati delle assemblee provinciali e di 9 364 deputati delle assemblee cittadine e di contea.
L'affluenza fu del 100% e i candidati ricevettero un tasso di approvazione del 100%.